# Accidente de criticidad

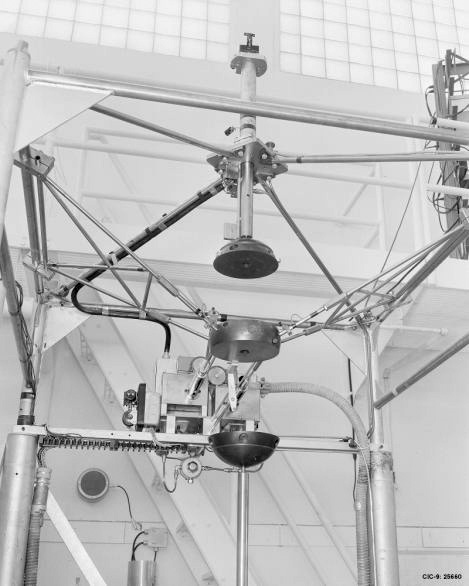

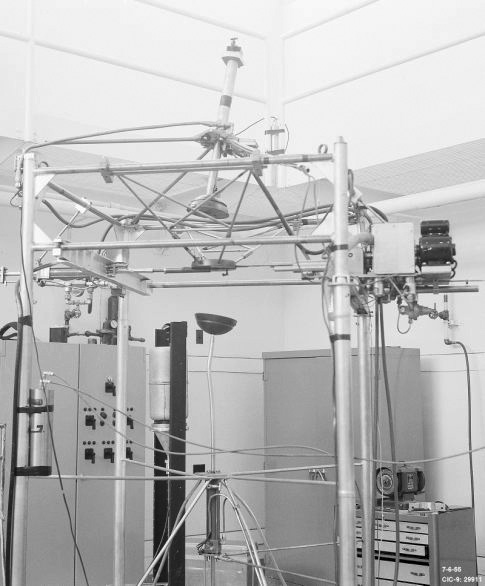
La imagen superior muestra la estructura Lady Godiva en la configuración segura, mientras que la imagen inferior muestra el daño causado a los tubos de soporte después de la excursión de febrero de 1954. Nota: las imágenes son de diferentes estructuras.

Un accidente de criticidad, a veces también denominado excursión o excursión de potencia, es un incremento accidental de las reacciones nucleares en cadena en un material fisible, tal como el uranio enriquecido o plutonio. Esto libera una oleada de radiación por neutrones que es altamente peligrosa para los humanos y causa radiactividad inducida en los alrededores.
La fisión nuclear crítica o supercrítica (con una potencia que se mantiene o que va en aumento) generalmente ocurre en el interior del núcleo del reactor nuclear y ocasionalmente en situaciones experimentales. Un accidente de criticidad ocurre cuando se produce una reacción crítica no intencionada. Aunque peligrosos, los accidentes de criticidad normalmente no pueden reproducir las condiciones de diseño de un arma nuclear de fisión, de modo que no llevan a una explosión nuclear. El calor liberado por la reacción nuclear suele provocar una expansión del material fisible, de tal manera que la reacción nuclear se convierte en subcrítica a los pocos segundos, deteniéndose.
En la historia del desarrollo de la energía atómica, han ocurrido sesenta accidentes de criticidad en acopios de materiales fisibles fuera de los reactores nucleares y algunos de estos han resultado en la muerte, por exposición a la radiación, de las personas más cercanas al evento. Sin embargo, ninguna ha resultado en una explosión.

## Causa
La criticidad ocurre cuando demasiado material fisible está en un mismo lugar. La criticidad puede ser alcanzada usando uranio o plutonio metálico o al mezclar compuestos o soluciones líquidas de estos elementos. La mezcla isotópica, la forma del material, la composición química de las soluciones, compuestos, aleaciones, materiales compuestos y los materiales que están alrededor, todo esto influye si el material se volverá crítico, por ejemplo, sostendrá una reacción en cadena.
Los cálculos que predicen la probabilidad de que un material se vuelva crítico pueden ser complejos, así que las instalaciones tanto civiles como militares que manejan materiales fisibles emplean oficiales de criticidad especialmente entrenados para monitorizar las operaciones y evitar los accidentes de criticidad.

## Tipos de accidentes
Los accidentes de criticidad están divididos en una de dos categorías:
- Accidentes de proceso, donde los controles instalados para prevenir cualquier criticidad son violados,

y
- Accidentes de reactor, donde la criticidad alcanzada en forma deliberada en un reactor nuclear se vuelve incontrolable. Los tipos de excursión pueden ser clasificados en cuatro categorías que muestran la naturaleza de la evolución en el tiempo:

1. Excursión Casi Crítica
2. Excursión de Criticidad Transientes
3. Excursión Exponencial
4. Excursión de Estado Estable

## Incidentes

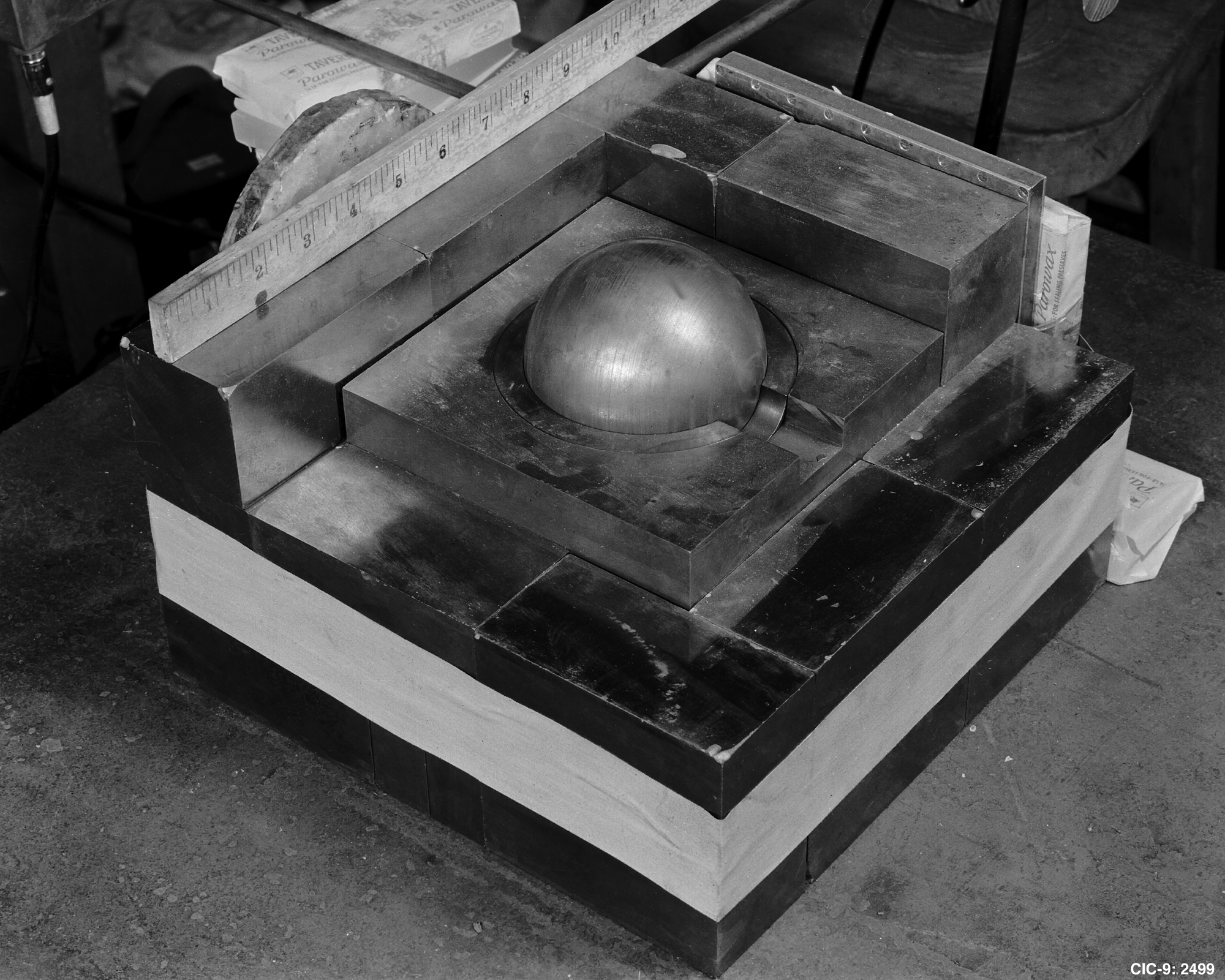
La esfera de plutonio rodeada por bloques de carburo de tungsteno como reflectores de neutrones en una recreación del experimento de 1945 realizado por Harry Daghlian.

Desde 1945 han ocurrido al menos 60 accidentes de criticidad. Estos han causado al menos 21 muertes: siete en Estados Unidos, diez en la Unión Soviética, dos en Japón, uno en Argentina, y uno en Yugoslavia. Nueve han sido debido a accidentes de proceso, y el resto accidentes de reactor.
Los accidentes de criticidad han ocurrido tanto en el contexto de las armas nucleares y de los reactores nucleares.
- El 4 de junio de 1945, un experimento en Los Álamos para determinar la masa crítica del uranio enriquecido se convirtió en crítico cuando el agua se filtró en la caja de polietileno que contenía el metal. Tres personas recibieron dosis no letales de radiación.[4]

- El 21 de agosto de 1945, el científico de Los Álamos Harry K. Daghlian, Jr. sufrió un envenenamiento por radiación fatal después de dejar caer un ladrillo de carburo de tungsteno sobre una esfera de plutonio, que más tarde fue denominada el núcleo del diablo. El ladrillo actuó como un reflector de neutrones, llevando a la masa hacia la criticidad. Este fue el primer accidente de criticidad conocido en provocar una muerte.[5]

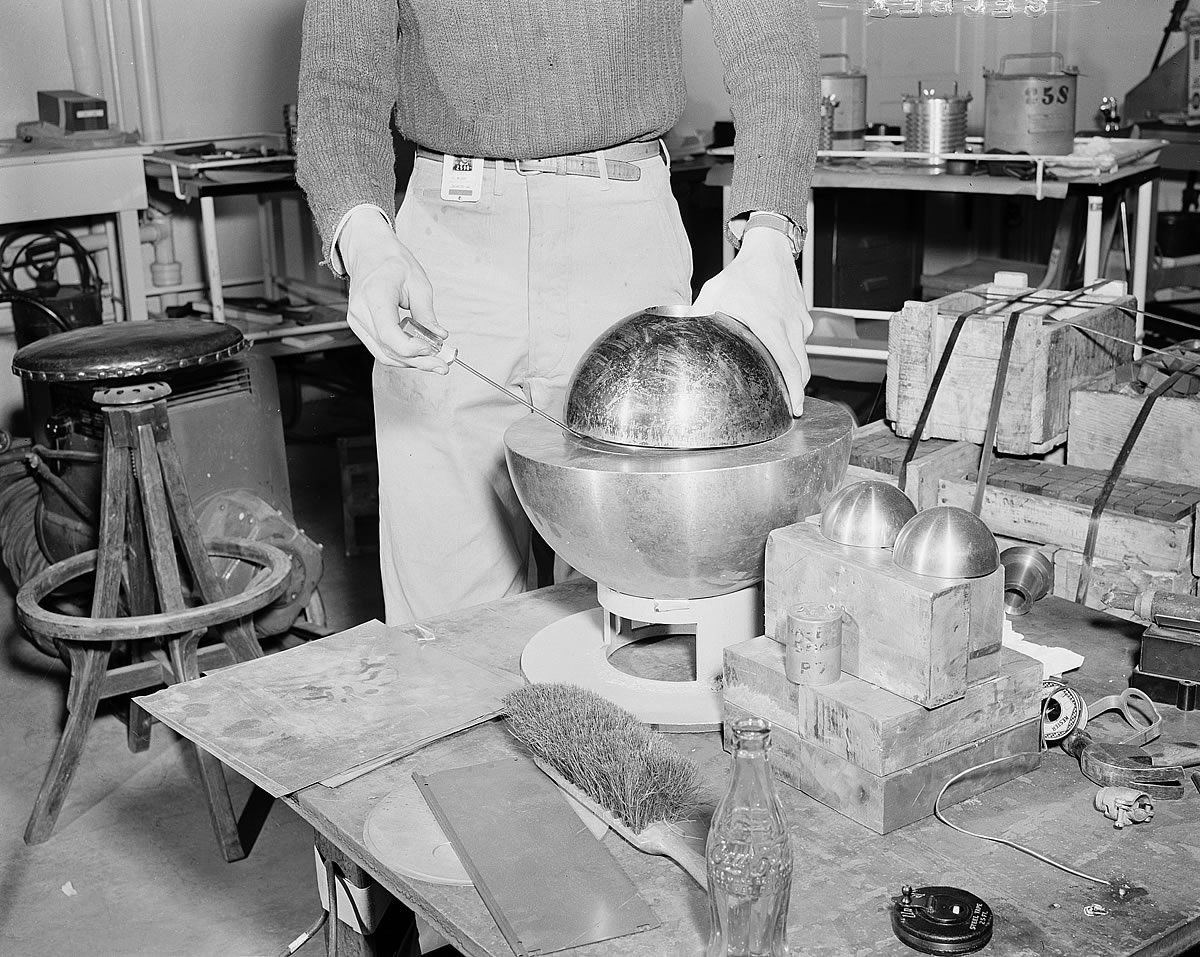
Una recreación del incidente Slotin. El interior del hemisferio cercano a la mano es de berilio, con una traba externa más grande bajo él, fabricado de uranio natural. El núcleo del diablo de plutonio de un diámetro de 3.5 in (el mismo del incidente Daghlian) estaba al interior, y no es visible.

- El 21 de mayo de 1946, otro científico de Los Álamos, Louis Slotin, accidentalmente se irradió a sí mismo durante un incidente similar, cuando un experimento con masa crítica con la misma esfera de plutonio salió mal debido a que Slotin no siguió los protocolos del experimento. Inmediatamente después de darse cuenta de lo sucedido, él desmanteló rápidamente el dispositivo, probablemente salvando las vidas de siete compañeros científicos que se encontraban cercanos a él. Slotin murió por envenenamiento por radiación nueve días más tarde.[6]

- El 16 de junio de 1958, ocurrió la primera criticidad registrada, relacionada con el procesamiento del uranio, en la planta Y-12 en Oak Ridge, Tennessee. Durante una prueba de filtración de rutina una solución fisible, en forma desconocida, se acumuló en un tambor de 200 litros. La excursión duró aproximadamente 20 minutos y resultó en que ocho trabajadores recibieron una exposición significativa. No hubo fatalidades, aunque cinco fueron hospitalizados durante cuarenta y cinco días. Los ocho trabajadores finalmente regresaron al trabajo.[7][8]

- El 15 de octubre de 1958, una excursión de criticidad en el reactor de agua pesada RB, en el Vinča Nuclear Institute en Vinča, Yugoslavia, mató a una persona y llevó a la muerte de otras cinco personas adicionales.[9] Los sobrevivientes iniciales recibieron el primer trasplante de médula ósea de Europa, pero todos ellos murieron debido al rechazo por incompatibilidad.[10][11][12]

- El 30 de diciembre de 1958, ocurrió el accidente de criticidad de Cecil Kelley en el Laboratorio Nacional de Los Álamos. Cecil Kelley, un operador químico que trabajaba en la purificación del plutonio, encendió un agitador de un gran tanque de mezcla que creó un vórtice en el tanque. El plutonio, disuelto en un disolvente orgánico, fluyó hacia el centro del vórtice. Debido a un error de procedimiento, la mezcla contenía 3,27 kg de plutonio, él que alcanzó criticidad por aproximadamente 200 microsegundos. Kelley recibió entre 3.900 y 4.900 rads de acuerdo a estimados posteriores. Los otros operadores informaron haber visto un relámpago azul y encontraron a Kelley afuera, diciendo "¡Me quemo! ¡Me quemo!". Él murió 35 horas más tarde.[13]

- El 23 de julio de 1964, ocurrió un accidente de criticidad en las instalaciones de Wood River Junction en Charlestown, Rhode Island. La planta estaba diseñada para recuperar uranio del material de chatarra sobrante de la producción de elementos de combustible. Un operador accidentalmente dejó caer una solución de uranio concentrado en un tanque agitado que contenía carbonato de sodio, lo que resultó en una reacción nuclear crítica. Esta criticidad expuso al operador a una dosis fatal de radiación de 10.000 rad (100 Gy). Noventa minutos más tarde una segunda excursión ocurrió cuando un administrador de la planta regresó al edificio y apagó el agitador, exponiéndose a sí mismo y a otro administrador a una dosis de hasta 100 rad (1 Gy) sin ningún efecto dañino.[14][15][16]

- El 10 de diciembre de 1968, Mayak, un centro de procesamiento de combustible nuclear en Rusia central, estaba experimentando con técnicas de purificación de plutonio. Dos operadores estaban usando un "recipiente de geometría no favorable en una operación improvisada y sin autorización como un recipiente temporal para almacenar plutonio en una solución orgánica"; en otras palabras, los operadores estaban decantando soluciones de plutonio en el tipo incorrecto de contenedor. Después de que la mayor parte de la solución había sido vaciada, hubo un relámpago de luz y calor. "Sorprendido, el operador dejó caer la botella, corrió hacia las escaleras, y huyó de la habitación."[17] Después de que el complejo había sido evacuado, el supervisor del turno y el supervisor de control de radiación volvieron a entrar al edificio. El supervisor de turno engañó al supervisor de control de radiación y entró a la habitación del incidente y posiblemente intentó vaciar la solución en un drenaje del piso, causando una gran reacción nuclear que lo irradió con una dosis fatal de radiación.

- El 23 de septiembre de 1983, un operador del reactor de investigación RA-2 en el Centro Atómico Constituyentes, Buenos Aires, Argentina recibió una dosis fatal de radiación de 3700 rads (37 Gy) mientras cambiaba la configuración de las varillas de combustible con agua moderando en el reactor. Otras dos personas fueron afectadas también.[18][19]

- El 30 de septiembre de 1999, en un instalación de reprocesamiento de uranio en Tokai, Ibaraki, Japón, trabajadores pusieron una mezcla de nitrato de uranilo en solución en un tanque de precipitación que no estaba diseñado para disolver este tipo de solución y causó que finalmente se formara una masa crítica, lo que resultó en la muerte de los dos trabajadores por envenenamiento por radiación.[20][21][22]

- Basado en información incompleta acerca de los accidentes nucleares de Fukushima I, el Dr. Ferenc Dalnoki-Veress especula que pudieron haber ocurrido allí criticidades transitorias.[23] Notando que reacciones en cadena limitadas, no controladas pudieron haber ocurrido en Fukushima I, un portavoz de la Agencia Internacional para la Energía Atómica, IAEA, "enfatizó que los reactores nucleares no explotan."[24] Hacia el 23 de marzo de 2011, haces de neutrones ya habían sido observados 13 veces en la destruida central nuclear de Fukushima. Mientras que se cree que un accidente de criticidad no explicaría estos haces, los mismos podrían indicar que está ocurriendo alguna fisión nuclear.[25] Adicionalmente el 15 de abril, TEPCO informó que el combustible nuclear se había fundido y caído a las secciones inferiores del edificio de contención de los tres reactores de Fukushima I, incluyendo al reactor tres. No se esperaba que el material fundido provoque una brecha de los contenimientos inferiores, lo que podría causar una liberación masiva de radiación. En lugar de esto, se cree que el combustible fundido se dispersó uniformemente por las partes inferiores de los contenimientos de los reactores n.º 1, n.º 2 y n.º 3, haciendo que la reanudación del proceso de fisión, conocido como "recriticidad", sea poco probable.[26]

## Efectos observados

### Resplandor azul

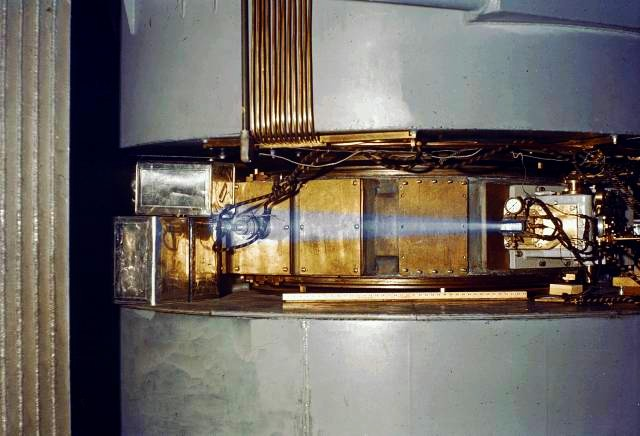
Imagen de un ciclotrón de 152 cm, cerca de 1939, mostrando un rayo externo de iones acelerados (quizás protones o deuterones) ionizando el aire que los rodea y causando un resplandor azul. Debido al mecanismo de producción muy parecido, se considera que el resplandor azul se parece al "relámpago azul" visto por Harry Daghlian y otros testigos de accidentes de criticidad. Aunque el efecto a menudo se confunde erróneamente con la radiación de Cherenkov, los dos son fenómenos distintos.

Se ha observado que muchos accidentes de criticidad emiten un relámpago azul de luz y el material se calienta substancialmente. Este relámpago azul o "resplandor azul" a menudo es incorrectamente atribuido a la radiación de Cherenkov, lo más probable debido a que al color de la luz emitida por ambos fenómenos son muy similares, pero solo es coincidencia.
La radiación de Cherenkov es producida por las partículas cargadas que están viajando a través de una substancia dieléctrica a una velocidad mayor que la de la luz en ese medio. Los únicos tipos de radiación de partículas cargadas producidos en el proceso de las reacciones de fisión de un accidente de criticidad son partículas alfas, partículas beta, positrones (todos los cuales provienen de la desintegración radiactiva de los productos inestables de la reacción de fisión) y de iones energéticos que a su vez son productos de la reacción por sí mismos. De estos, solo las partículas beta tienen la suficiente potencia de penetración para viajar más de unos pocos centímetros en el aire. Dado que el aire es un material de muy baja densidad, su índice de refracción (de alrededor de un n=1,0002926) difiere muy poco del que tiene el vacío (n=1) y por consiguiente la velocidad de la luz en el aire es solo de aproximadamente un 0,03% más lenta que su velocidad en el vacío. Por lo tanto, una partícula beta emitida por los productos de la fisión desintegrándose necesitaría tener una velocidad mayor que el 99,97% de c para poder emitir radiación Cherenkov. Debido a que la energía que una partícula beta produce no excede la energías de 20 MeV (20,6 MeV para el 14B que probablemente es la con más energía) y que la energía necesaria para que una partícula beta alcance el 99,7% de c es de 20,3 MeV, la posibilidad de que se produzca radiación de Cherenkov en el aire vía un accidente de criticidad es casi nula.
En vez, el resplandor azul de un accidente de criticidad es resultado de la emisión espectral de los átomos ionizados excitados (o moléculas excitadas) del aire (principalmente oxígeno y nitrógeno) regresando a sus estados no excitados, situación que produce una abundancia de luz azul. Esto es también la razón de los chispazos eléctricos en el aire, incluyendo el relámpago, aparentemente de un color azul eléctrico. Es una coincidencia que el color de la luz de la radiación de Cherenkov y el de la luz emitida por el aire ionizado sean de un azul muy similar a pesar de la diferencia en los mecanismos que la producen. Es interesante observar que entre los liquidadores de Chernóbil se decía que el olor a ozono era un signo de un campo de alta radiactividad.
La única situación donde la luz Cherenkov podría contribuir en forma significativa a la luz azul del relámpago es cuando la criticidad ocurre debajo del agua o totalmente en solución (tal como el nitrato de uranilo en una planta reprocesadora) y eso solo sí el contenedor estuviera abierto o fuera transparente.

### Efectos del calor
Algunas personas reportaron sentir una "onda de calor" durante un evento de criticidad. Sin embargo, no se sabe si esto es una reacción psicosomática al terror de darse cuenta de lo que acaba de suceder, o si realmente es un efecto físico de calentamiento (o estimulación no termal de los nervios sensores de calor en la piel) debido a la energía emitida por el evento de criticidad. Por ejemplo, mientras el accidente que le ocurrió a Louis Slotin (una excursión de una potencia de alrededor de 3×1015 fisiones) solo habría depositado sobre la piel la suficiente energía para elevar su temperatura en fracciones de un grado, la energía depositada instantáneamente en la esfera de plutonio habría sido de alrededor de 80 kJ; suficiente para elevar la temperatura de la esfera de plutonio de 6,2 kg en alrededor de 100 °C (siendo el calor específico del Pu de 0.13 J•g-1•K-1). De esta forma la explicación mencionada aparece como inadecuada como una razón para describir los efectos termales mencionados por las víctimas de accidentes de criticidad, dado que las personas que se encontraban a varios metros más lejos de la esfera también informaron haber sentido el calor. También es posible que la sensación de calor simplemente haya sido causada por daño no termal a los tejidos a nivel celular por la ionización y la producción de radicales libres provocada por la intensa exposición a la radiación ionizante.
Una explicación alternativa de las observaciones de la onda de calor puede ser derivada de la discusión detallada en el párrafo anterior respecto al fenómeno del resplandor azul. Una revisión de todos los accidentes de criticidad con relatos de testigos indica que las ondas de calor solo fueron observadas cuando el resplandor azul fluorescente (la luz no provocada por la radiación de Cherenkov) también fue visto. Esto sugiere una posible relación entre las dos, y de hecho, una puede ser fácilmente identificada. Cuando todas las líneas de emisión del nitrógeno y del oxígeno son tabuladas y corregidas por potencia relativa en el aire denso, uno encuentra que sobre el 30% de las emisiones están en el rango ultravioleta, y que aproximadamente el 45% están en el rango infrarrojo. Solo aproximadamente el 25% están en el rango visible. Dado que la piel siente la luz infrarroja directamente como calor, y la luz ultravioleta causa quemaduras, es probable que este fenómeno pueda explicar las observaciones de la onda de calor.

### Películas y televisión
- The Beginning or the End, una película de MGM de 1947 que la primera película de Hollywood en presentar a una persona (representada por el actor Robert Walker) muerta en un accidente similar al evento de criticidad Slotin de la vida real.
- Edge of Darkness, un drama de televisión británico de 1985 donde un personaje deliberadamente induce un evento de criticidad como prueba de que él está en posesión de plutonio.
- Fat Man and Little Boy, una película de Paramount de 1989 que muestra una mezcla de Harry K. Daghlian y Louis Slotin que muere de una exposición cuando dos hemisferios, que están separados por una cuña, se conectan accidentalmente.
- Meridian, un episodio de Stargate SG-1, donde ocurre un accidente de criticidad similar al incidente Slotin.
- Infinity, un relato de 1996 de Richard Feynman protagonizado y dirigido por Matthew Broderick. Hay una historia secundaria que relata una muerte debido a un accidente de criticidad.
- Day One, (TV 1989) Una historia acerca del desarrollo de la bomba atómica.